# تپه خون گشت
تپه خون گشت مربوط به دوران‌های تاریخی پس از اسلام است و در شهرستان اقلید، روستای خون گشت واقع شده و این اثر در تاریخ ۱۸ آذر ۱۳۵۴ با شمارهٔ ثبت ۱۲۵۵ به‌عنوان یکی از آثار ملی ایران به ثبت رسیده است.